# Пйонки (гміна)
Гміна Пйонкі (пол. Gmina Pionki) — сільська гміна у центральній Польщі. Належить до Радомського повіту Мазовецького воєводства.
Станом на 31 грудня 2011 у гміні проживало 10016 осіб.

## Площа
Згідно з даними за 2007 рік площа гміни становила 230.82 км², у тому числі:
- орні землі: 33.00%
- ліси: 62.00%

Таким чином, площа гміни становить 15.09% площі повіту.

## Населення
Станом на 31 грудня 2011:
| Опис     | Загалом | Загалом | Чоловіки | Чоловіки | Жінки | Жінки |
| -------- | ------- | ------- | -------- | -------- | ----- | ----- |
| одиниця  | осіб    | %       | осіб     | %        | осіб  | %     |
| все      | 10016   | 100     | 5017     | 50.09    | 4999  | 49.91 |
| міське   | 0       | 100     | 0        |          | 0     |       |
| сільське | 10016   | 100     | 5017     | 50.09    | 4999  | 49.91 |

## Сусідні гміни
Гміна Пйонкі межує з такими гмінами: Ґарбатка-Летнісько, Ґловачув, Ґузд, Єдльня-Летнісько, Зволень, Козеніце, Пйонкі, Полічна, Ястшембія.